# Rychlá rota
Rychlá rota (v anglickém originále Chip 'n Dale Rescue Rangers) je americký animovaný televizní seriál z produkce společnosti Walt Disney. Tento seriál vytvořili autoři Tad Stones a Alan Zaslove. Tento seriál představuje dvojici postav Chipa a Dalea (která byla hrdiny krátkých animovaných filmů ze 40. let a z 50. let) v novém zpracování. Tento seriál byl v USA odvysílaný na Disney Channel od 4. března 1989 do 19. listopadu 1990. Tento seriál původně začínal jako dvouhodinový celovečerní film Rescue Rangers to the Rescue (v Česku Rychlá rota zasahuje). Tento celovečerní film byl později rozdělen na 5 kratších pilotních samostatných částí (dlouhých přibližně 22 minut) a uváděn v televizi a takhle byl odvysílaný i v Česku. Bylo vyrobeno celkem 65 dílů. V zemích bývalého Východního bloku, jako bylo Československo nebo Rusko, byl tento seriál odvysílaný až po pádu Železné opony.
Každý díl je dlouhý přibližně 22 minut.

## Vysílání v Česku
V Československu, resp. v Česku, bylo postupně odvysíláno všech 65 dílů. Nejprve bylo prvních 52 dílů odvysíláno v roce 1991 na ČST, potom bylo dalších 6 dílů odvysíláno v roce 1997 na TV Nova a nakonec bylo posledních 7 dílů odvysíláno v roce 2004 taktéž na TV Nova, která ovšem předabovala všech svých 6 dílů z roku 1997 a 1 díl z 52 z ČST z roku 1991. Bylo tak odvysíláno kompletních 65 dílů. V roce 2010 byl tento seriál odvysílaný na TV Barrandov, která uvedla všech 65 dílů s novým dabingem. V roce 2013 byl tento seriál odvysílaný na ČT :D. V červenci 2015 byl tento seriál odvysílaný v 19:05 na Smíchov TV.

## Postavy v seriálu
Toto je seznam postav v seriálu Rychlá rota. Existují různé dabované verze překladu do českého jazyka. Některé postavy proto mají v českém jazyce vícero jmen.

### Kladné postavy
- Chip (vzor: čipmank) – ČST a TV Nova dabing 1997 Jana Páleníčková, TV Nova dabing 2004 Jana Zenáhlíková
- Dale (vzor: čipmank) – ČST a TV Nova dabing 1997 Oldřich Kaiser, TV Nova dabing 2004 Zdeněk Štěpán
- Monterey Jack (česky Monty Jack) (vzor: potkan) – ČST dabing a TV Nova dabing 1997 a 2004 Jiří Bruder
- Gadget Hackwrench (česky Gedžitka) (vzor: laboratorní myš) – ČST dabing a TV Nova dabing 1997 a 2004 Eva Spoustová
- Zipper (česky Zip) (vzor: neidentifikovatelná moucha)

### Záporné postavy
- Fat Cat (česky Tlusťoch) – ČST dabing Jaroslav Vágner, TV Nova dabing Miroslav Táborský, který vládne gangu 5 svých padouchů – Wart (též Boule) – ještěr, Mole (též Moula) – krtek, Mepps – štíhlý kocour z ulice a Snout – potkan.
- Professor Norton Nimnul (česky profesor Nula) – ČST dabing Jiří Knot, TV Nova dabing Dalimil Klapka
- The Siamese Twin Gang

## Znělka
Tak jako i pro jiné disneyovské seriály i Rychlá Rota dostala svojí jedinečnou znělku (která se dočkala i rozšířené verze nazpívané skupinou The Jets). Hudbu složil a anglický text napsal, Mark Mueller, nazpíval Jeff Pescetto. Tato znělka byla do českého jazyka přezpívána ve dvou verzích. Text k původnímu dabingu pro ČST vytvořila Alice Nemanská a znělku nazpívali Vilém Čok, Ota Baláž a Kamil Střihavka. Text k novému dabingu pro TV Nova vytvořil Eduard Krečmar a znělku nazpíval David Uličník.